# Washington State Route 14

Mapa silnice.

Washington State Route 14, také známá jako Silnice Lewise a Clarka, je státní silnice v americkém státě Washington. Měří téměř 300 kilometrů a spojuje Interstate 5, konkrétně město Vancouver a mezistátní dálnici Interstate 82 a státní silnici U.S. Route 395 jižně od Kennewicku a severně od státní hranice s Oregonem.

## Popis cesty
Silnice začíná v centru města Vancouver na křižovatce s Interstate 5 severně od Mezistátním mostem. Po prvních 30 kilometrů své trasy je čtyřpruhovou dálnicí, ale ve městě Camas se stává dvoupruhovou silnicí. Dále pokračuje východním směrem po severním břehu řeky Columbie skrz její roklinu po celý zbytek své cesty.
Kromě čtyřpruhového úseku v okrese Clark se jedná o dvoupruhovou silnici, kterou často obklopují až 240 metrů vysoké útesy typické pro roklinu Columbie. Hrozí zde ale silné větry. Ve městě Lyle silnice projíždí nečekaně rychlým přechodem z lesů do suchých stepí východního Washingtonu.